# Foreplay/Long Time
Foreplay/Long Time est une chanson du groupe de hard rock américain Boston sortie en 1976.
Il s'agit du troisième titre du premier album du groupe, nommé simplement Boston, album classé 41e parmi les 100 meilleurs premiers albums de tous les temps (The 100 Best Debut Albums of All Time) par le magazine américain Rolling Stone et 3e meilleur premier album de tous les temps par les lecteurs du même magazine. Cet album a également été pendant un temps le debut album le plus vendu de tous les temps avec, finalement, 17 millions de disques vendus, « un record qu'ils ont détenu pendant une décennie jusqu'à ce qu'il soit battu par Guns N' Roses avec Appetite for Destruction ».

## Historique
Tom Scholz, diplômé du Massachusetts Institute of Technology et titulaire d'un master en ingénierie mécanique,,,,,, a écrit la première chanson de Boston en 1969 alors qu'il était au MIT,.
L'instrumental Foreplay est le premier morceau de musique écrit par lui : il l'a composé en 1969 mais ce titre a été fusionné en une seule chanson avec Long Time sur le premier album,,.
En 1970, Scholz rencontre le guitariste Barry Goudreau et le batteur Jim Masdea et, en 1971, il enregistre Foreplay avec Masdea dans le sous-sol de ce dernier.
Construisant ensuite son propre studio d'enregistrement dans le sous-sol de sa maison à Watertown, Tom Scholz y enregistre des démos de ses chansons, en jouant tous les instruments lui-même sauf la batterie, puis il commence à dépenser des sommes d'argent conséquentes pour enregistrer dans des studios professionnels en plus de son studio personnel,. Lors d'une de ces sessions, il rencontre le chanteur Brad Delp, dont la voix correspond parfaitement à son style.
Scholz commence ensuite à présenter ses démos à des maisons de disques, mais il essuie des refus systématiques,, entendant les mots Pas intéressés « dans toutes les combinaisons possibles de mots de la langue anglaise ». 
En 1973, il forme un groupe appelé Mother's Milk avec Brad Delp, Barry Goudreau et le batteur Jim Masdea, mais il n'est pas satisfait du son en concert et il dissout le groupe pour se concentrer sur le travail en studio,. 
Tom Scholz se lance alors dans une ultime tentative. En 1974, il vide son compte pour acheter un vieux magnétophone 12 pistes et enregistre quatre titres avec Jim Masdea à la batterie, jouant lui-même tous les autres instruments avant d'ajouter les vocaux de Brad Delp. 
En 1975, après avoir mixé les quatre chansons, Scholz envoie des copies à plusieurs labels et il reçoit cette fois plusieurs réponses positives. 
Deux producteurs appelés Paul Ahearn et Charlie McKenzie entendent les bandes démo et proposent un accord de management,,. Les deux managers proposent les démos au label Epic, une filiale de CBS, et dans l'intervalle Scholz enregistre encore deux chansons dont More Than a Feeling, ce qui emporte la décision d'Epic.
Mais Epic veut voir le groupe jouer en live avant de s'engager. Scholz et Delp forment un groupe en urgence en réunissant autour d'eux le bassiste Francis Sheehan, le second guitariste Barry Goudreau et le batteur temporaire Dave Courier, qui ne désirait pas s'engager à long terme avec le groupe. Ils baptisent le groupe Boston et se produisent avec brio devant Epic.
Epic signe un contrat avec Scholz et Delp mais les conditions sont dures. Tout d'abord, Ahern et McKenzie insistent pour changer de batteur, si bien que Jim Masdea, associé de longue date, est écarté. Ensuite, Epic refuse d'utiliser les bandes démo enregistrées dans le sous-sol de Scholz et insiste pour que tout soit réenregistré dans studio professionnel sous la direction d'un producteur expérimenté, John Boylan,,,.
Scholz rencontre Boylan, qui reconnait que les démos sont sensationnelles et qu'il est inutile de tout réenregistrer. Boylan accepte que Scholz retourne dans son studio au Massachusetts pour finaliser ses démos et les transférer dans un format professionnel de 24 pistes pendant qu'il fait faire, en guise de diversion, des sessions au Capitol Studios de Los Angeles au "groupe" pour enregistrer un nouveau morceau et appliquer des overdubs vocaux,,,,. John Boylan accepte même de partager le crédit de producteur avec Boylan à la sortie de l'album,,.
Hormis le chant de Delp et la plupart des pistes de batterie, très peu d'enregistrements des Capitol Studios ont été utilisés dans le mixage final de l'album Boston et l'album final présente un étonnant mélange de situations :
- 90 % de l'album est constitué des démos originales, mais améliorées[12] ;
- un seul titre de l'album (Let Me Take You Home Tonight) a été enregistré à Los Angeles avec la totalité des cinq membres du groupe figurant officiellement sur l'album[12],[14] ;
- Hashian a rejoué les parties de batterie jouées auparavant par Masdea[11],[15],[12] ;
- sur l'insistance de Scholz, Jim Masdea a cependant joué de la batterie sur Rock 'n' Roll Band[11],[6],[15] ;
- Barry Goudreau joue la guitare sur Long time et Fran Sheehan la basse sur Foreplay[11],[14],[10].

## Description
Foreplay/Long Time est considéré comme un seul morceau, contrairement à la séquence The Journey / It's Easy, qui l'imite sur le deuxième album.
« Le morceau le plus long et le plus complexe des débuts de Boston était en deux parties : la pièce d'introduction instrumentale à orientation prog rock Foreplay suivie du grandiose hymne rock Long Time. Ensemble, ces deux morceaux ont donné naissance à ce qu'un critique a décrit comme un mariage parfait de Yes et de Led Zeppelin ».
« Sur Foreplay, la plus ancienne pièce de l'album, Scholz joue de l'orgue et du clavicorde dans un instrumental cosmique composé de rapides arpèges de triolets joués sur un orgue Hammond M3. Tous les effets ont été joués à la guitare par Scholz, car le groupe jure qu'aucun synthétiseur n'a été utilisé sur l'album. Long Time est la chanson de clôture parfaite, commençant avec une superbe guitare solo qui perce à travers le rythme très basique de l'orgue et de la basse alors que la chanson démarre. Les refrains démarrent et sont dominés par une guitare acoustique et par ce qui ressemble à un battement de main électronique ».

## Accueil critique
En 1976, Jim Koziowski, du blog Rock Around The World, rappelle les paroles d'ouverture de la chanson « It's been such a long time, I think I should be going'. Time doesn't wait for me, It keeps on rollin'. . . » et souligne l'ironie de la situation : « Tom Scholz a écrit ces lignes il y a environ six ans maintenant, et après tout ce temps, il n'a fallu que cinq mois pour que Long Time et les sept autres chansons qui composent le premier album de Boston saturent les ondes et atteignent le statut de double platine, un accomplissement rare en effet ».
Pour Classic Rock Review en 1976, « S'il y a un défaut dans l'album de Boston, c'est qu'ils se sont trompés de côté. Si chaque face fonctionne bien en tant qu'unité cohérente, l'album aurait dû commencer par la deuxième face, avec Rock and Roll Band comme introduction, et se poursuivre jusqu'à la fantastique face 1, qui se termine par Long Time ».
En 2008, Tom Moon, auteur de 1,000 Recordings to Hear Before You Die, qualifie Longtime de morceau « épique ».
La même année, dans la notice Better music through science, or the biggest basement tapes ever made du livret du CD Boston, David Wild
écrit que « trente ans plus tard, il y a toujours un million de raisons d'aimer l'album Boston, par exemple, la majesté absolue du jeu de Barry Goudreau sur Long Time, la beauté lyrique, presque classique, de l'instrumental Foreplay, le début de Smokin' vaguement réminiscent  d'un boogie de ZZ Top... ».
Pour Dave Hunter, auteur en 2014 du livre The Gibson Les Paul: The Illustrated Story of the Guitar That Changed Rock, « Des titres comme More Than A Feeling, Foreplay/Long Time et Rock and Roll Band sont rapidement devenus - et restent - des incontournables de la radio et sont d'excellents exemples du son marquant et saturé de la guitare Les Paul de Scholz ».

## Musiciens
- Brad Delp : chant
- Tom Scholz : guitare acoustique, guitare électrique, basse, orgue Hammond.
- Barry Goudreau : guitares
- Fran Sheehan : guitare basse
- Sib Hashian : batterie